# Dynastini
Dynastini (лат.) — триба пластинчатоусых из подсемейства Dynastinae.

## Описание
Жуки с сильно выраженным половым диморфизмом. Рога на голове и переднеспинке у самцов очень длинный, самки безрогие. Передние ноги у самцов длиннее, чем у самок. Надкрылья у самцов гладкие, у самок скульптурированные.

## Систематика

### Перечень родов
- Actinobolus Westwood, 1841
- Allomyrina Arrow, 1911
- Augosoma Burmeister, 1847
- Beckius Dechambre, 1992
- Chalcosoma Hope, 1837
- Cryptodus W.S. Macleay, 1819
- Dynastes Kirby, 1825 typus
- Eupatorus Burmeister, 1847
- Golofa Hope, 1837
- Haploscapanes Arrow, 1908
- Megasoma Kirby, 1825
- Pachyoryctes Arrow, 1908
- Pseudosyrichthus Peringuey, 1901
- Rhyzoplatys Westwood, 1841
- Syrictes Prell, 1936
- Trioplus Burmeister, 1847
- Trypoxylus Minck, 1920
- Xylotrupes Hope, 1837

## Галерея
- Род Dynastes. (Вид — D. granti)
- Род Chalcosoma. (Вид — C. atlas)
- Род Allomyrina. (Вид — A. dichotoma)
- Род Augosoma. (Вид — A. centaurus)
- Род Megasoma. (Вид — M. elephas)
- Род Eupatorus. (Вид — E. gracillicornis)
- Род Xylotrupes. (Вид/подвид — X. gideon sumatrensis)
- Род Golofa. (Вид - Golofa aegeon)

## Распространение
Встречаются в Палеарктике, Афротропике, Неотропике, Ориентальной области и Австралии.